# کرید (کلرادو)
کرید (به انگلیسی: Creede) شهری در ایالت کلرادو کشور ایالات متحده آمریکا است که جمعیت آن در سرشماری سال ۲۰۱۰ میلادی، ۲۹۰ نفر بوده‌است.